# 鹿角兰属
鹿角兰属（学名：Pomatocalpa），又名繡球蘭屬，是兰科下的一个属，为附生兰。该属共有约60种，分布于东南亚至大洋洲。